# Laevophiloscia hirta
Laevophiloscia hirta är en kräftdjursart som beskrevs av Wahrberg1922. Laevophiloscia hirta ingår i släktet Laevophiloscia och familjen Philosciidae. Inga underarter finns listade i Catalogue of Life.